# Barbès (Brooklyn)
Barbès ist ein Veranstaltungsort für Jazz und Weltmusik sowie ein Musiklabel im New Yorker Stadtteil Brooklyn.
Das Barbès befindet sich im Süden des Brooklyner Viertels Park Slope (376 9th Street/Ecke 6th Avenue) und wurde 2002 von zwei Franzosen, Vincent Douglas und Olivier Conan, in einer ehemaligen Wäscherei gegründet. Er besteht aus einer Bar in vorderen und einem Saal im hinteren Teil. Nach dem namensgebenden multikulturellen Pariser Barbès-Viertel im 18. Arrondissement traten in dem Club neben Experimental- und Jazzmusikern wie John Tchicai, Tomas Fujiwara, Chris Speed, Leni Stern und Ben Monder auch libanesische, mexikanische, venezolanische, afrikanische und rumänische Bands auf. Wöchentlich findet die Slavic Soul Party statt, von der bereits fünf Alben erschienen sind. Außerdem betreut der Jazzmusiker Oscar Noriega seit 2012 künstlerisch und organisatorisch eine eigene Veranstaltungs-Reihe namens Oscar Noriega's Palimpsestic Series.
An den Veranstaltungsort angeschlossen ist das Label Barbès Records, auf dem Musik u. a. von Sanda Weigl („Gypsy in a Tree“ 2011), Pierre De Gaillande, One Ring Zero sowie der Latinbands Nation Beat und Las Rubias Del Norte erschien. Im Barbès entstanden außerdem Konzertmitschnitt-Alben von Musikern wie Frode Gjerstad, Mark Helias und Tony Malaby.

## Diskographische Hinweise
- Tony Malaby / Angelica Sanchez / Tom Rainey: Alive in Brooklyn (Sarama Records, 2003)
- Instinctual Eye: Born in Brooklyn (Barking Hoop Recordings, 2005), mit Frode Gjerstad, Nick Stephens, Kevin Norton
- Mark Helias’ Open Loose: Atomic Clock (Radio Legs Music, 2006), mit Tom Rainey, Tony Malaby
- The Four Bags: Live at Barbès (2006)
- Stéphane Wrembel: Barbes-Brooklyn (2006)